# Stegana penihexata
Stegana penihexata är en tvåvingeart som beskrevs av Gupta och Panigrahy 1987. Stegana penihexata ingår i släktet Stegana och familjen daggflugor. Inga underarter finns listade i Catalogue of Life.